# Geraldine (Nieuw-Zeeland)
Geraldine is een plaats in de regio Canterbury op het Zuidereiland van Nieuw-Zeeland, ongeveer 140 kilometer ten zuiden van Christchurch. In de omgeving van Geraldine zijn veel veehouderijen en is ook fruitteelt aanwezig.
De omgeving van Geraldine is ook gefilmd in de The Lord of the Rings.

## Geschiedenis
Europese immigranten vestigden zich al in het gebied rond Geraldine vanaf 1840 en in 1854 bouwde Samuel Hewlings het eerste huis Talbot Street. Hij huwde een Māori, Nga Hei, en de totara die hij plantte ter ere van de geboorte van zijn dochter staat er nog steeds.
Oorspronkelijk heette het plaatsje Talbot Forest, maar werd later FitsGerald genoemd naar de Ier Edward FitzGerald, de eerste politiecommissaris van Canterbury. De naam werd weer later veranderd in Geraldine, dat was FitzGeralds familienaam in Ierland.